# Gianni Letta
Gianni Letta (ur. 15 kwietnia 1935 w Avezzano) – włoski polityk i dziennikarz, sekretarz wszystkich rządów Silvia Berlusconiego i jeden z jego najbliższych współpracowników.

## Życiorys
Ukończył studia prawnicze, zawodowo związany z dziennikarstwem. Pracował dla różnych dzienników, a także agencji prasowej ANSA i publicznego nadawcy telewizyjnego RAI. Od 1973 do 1987 był redaktorem naczelnym dziennika "Il Tempo". Po odejściu z tej gazety związał się z grupą Fininvest, kontrolowaną przez Silvia Berlusconiego. Prowadził m.in. różne programy telewizyjne, głównie w Canale 5.
Wraz z Silviem Berlusconim zaangażował się w działalność polityczną w ramach Forza Italia. W jego pierwszym rządzie w 1994 objął stanowisko podsekretarza stanu w prezydium Rady Ministrów i sekretarzem rządu. Ponownie urząd ten sprawował w kolejnych dwóch gabinetach tego samego premiera w latach 2001–2006.
W 2006 był oficjalnym kandydatem centroprawicy na prezydenta Włoch, jednak centrolewicowa większość w parlamencie wybrała Giorgia Napolitano. Po zwycięstwie Ludu Wolności i jego sojuszników w przedterminowych wyborach w 2008 Gianni Letta po raz czwarty został podsekretarzem stanu w prezydium Rady Ministrów i sekretarzem nowego rządu Silvia Berlusconiego.
Odznaczony m.in. Krzyżem Wielkim Orderu Zasługi Republiki Włoskiej (2002) i francuską Legią Honorową V klasy (2009). Jest wujkiem Enrica Lety.